# Test Browna-Forsythe’a
Test Browna-Forsythe’a (ang. Brown–Forsythe test) – test statystyczny służący do weryfikacji hipotez o równości (jednorodności, homogeniczności) wariancji w porównywanych (pod względem zmiennej ze skali przedziałowej lub ilorazowej) grupach. Test ten jest często przeprowadzany przed wykonaniem  testu t Studenta lub ANOVY, a więc testów parametrycznych mających na celu porównanie grup. Dzieje się tak, gdyż jednym z założeń testu t Studenta i ANOVY jest założenie o homogeniczności (jednorodności) wariancji w obu porównywanych grupach. Test Browna-Forsythe’a stanowi modyfikację powstałego o ponad dekadę wcześniej testu Levene’a jednorodności wariancji.
Nazwa testu pochodzi od nazwisk jego twórców, a więc Mortona B. Browna i Alana B. Forsythe’a, którzy swój pomysł na nową procedurę statystyczną przedstawili w artykule pt. Robust tests for the equality of variances opublikowanym w 1974 r. w czasopiśmie  "Journal of the American Statistical Association".